# Kangaroo Island
För andra betydelser, se Kangaroo Island (olika betydelser).
Kangaroo Island är Australiens tredje största ö efter Tasmanien och Melville Island och ligger 112 km sydväst om Adelaide. Ön är 153 km lång och dess area är 4 405 km². Kusten är 540 km lång och den högsta toppen på ön ligger 307 m ö.h. Enligt 2006 års folkräkning hade ön en befolkning på 4 259 invånare.
Sjökaptenen Matthew Flinders och hans besättning gick på grund och upptäckte ön 1802. Kort efter Flinders kom den franske upptäcktsresande Nicolas Baudin till ön och kartlade den. Ett mindre samhälle växte fram men de första officiella bosättningarna grundades 1836 då skeppet Duke of York lett av kapten Robert Clark Morgan, anlände till ön och grundade öns största ort Kingscote, den första europeiska bosättningen i South Australia.
Öns främsta näring är jordbruk. Vin, honung, ull, kött och spannmål produceras på ön. Andra viktiga näringar är fiske och turism. Ön är känd för sin honung som produceras av bin som importerats från Ligurien i Italien på 1880-talet.
Stora delar av ön består av nationalparker och andra skyddade områden och på ön finns djur som Känguruöns jättekänguru, Pungräv, kortnäbbat myrpiggsvin, nyzeeländsk pälssäl och den utotningehostade glanssotkakaduan finns på ön. Andra djur som har introducerats till ön av människor är bland annat koala och näbbdjur. 
Ön har förbindelse med färja och flyg till fastlandet. 